# Новате-Міланезе
Новате-Міланезе (італ. Novate Milanese) — муніципалітет в Італії, у регіоні Ломбардія, метрополійне місто Мілан.
Новате-Міланезе розташоване на відстані близько 490 км на північний захід від Рима, 9 км на північний захід від Мілана.
Населення — 20 195 осіб (2014).
Покровителі — святі Гервасій та Протасій.

## Демографія
Населення за роками:

Станом на 1 січня 2023 року в муніципалітеті офіційно проживало 1707 іноземців з 73 країн, серед них 269 громадян країн Євросоюзу та 127 громадян України.

## Персоналії
- Анджело Убольді (1923—2006) — італійський футболіст, що грав на позиції воротаря.

## Сусідні муніципалітети
- Баранцате
- Боллате
- Кормано
- Мілан